# Calathus
Calathus é um género de escaravelhos nativos do Paleárctico (incluindo a Europa), do Médio Oriente e Norte de África.

## Sistemática
O género Calathus inclui as seguintes espécies:
- Calathus (Amphyginus)
  - Calathus rotundatus
  - Calathus rotundicollis
- Calathus (Bedelinus)
  - Calathus circumseptus
- Calathus (Calathus)
  - Calathus baeticus
  - Calathus bosnicus
  - Calathus brevis
  - Calathus distinguendus
  - Calathus ellipticus
  - Calathus focarilei
  - Calathus fracassii
  - Calathus fuscipes
  - Calathus giganteus
  - Calathus glabricollis
  - Calathus hispanicus
  - Calathus korax
  - Calathus longicollis
  - Calathus luctuosus
  - Calathus macedonicus
  - Calathus malacensis
  - Calathus minutus
  - Calathus mirei
  - Calathus montivagus
  - Calathus moralesi
  - Calathus oertzeni
  - Calathus oreades
  - Calathus pirazzolii
  - Calathus ravasinii
  - Calathus reflexus
  - Calathus rubripes
  - Calathus sirentensis
  - Calathus syriacus
  - Calathus tombesii
  - Calathus uniseriatus
  - Calathus vivesi
  - Calathus vuillefroyi
- Calathus (Lauricalathus)
  - Calathus abaxoides
  - Calathus amplior
  - Calathus angularis
  - Calathus angustulus
  - Calathus appendiculatus
  - Calathus ascendens
  - Calathus auctus
  - Calathus canariensis
  - Calathus carinatus
  - Calathus carvalhoi
  - Calathus ciliatus
  - Calathus cognatus
  - Calathus colasianus
  - Calathus complanatus
  - Calathus depressus
  - Calathus fimbriatus
  - Calathus freyi
  - Calathus gomerensis
  - Calathus laureticola
  - Calathus marcellae
  - Calathus pecoudi
  - Calathus rectus
  - Calathus rufocastaneus
  - Calathus spretus
  - Calathus vividus
- Calathus (Neocalathus)
  - Calathus albanicus
  - Calathus ambiguus
  - Calathus asturiensis
  - Calathus cinctus
  - Calathus erratus
  - Calathus extensicollis
  - Calathus gonzalezi
  - Calathus granatensis
  - Calathus lundbladi
  - Calathus melanocephalus
  - Calathus metallicus
  - Calathus micropterus
  - Calathus mollis
  - Calathus peltatus
  - Calathus simplicicollis
  - Calathus solieri
  - Calathus subfuscus
  - Calathus vicenteorum
- Calathus (Trichocalathus)
  - Calathus obliteratus
  - Calathus pilosipennis
  - Calathus refleximargo